# 뮤직 박스 (영화)
《뮤직 박스》(영어: Music Box)는 미국에서 제작된 코스타가브라스 감독의 1989년 드라마 영화이다. 제시카 랭 등이 출연하였고, 어윈 윙클러 등이 제작에 참여하였다.
제40회 베를린 국제 영화제에서 황금곰상을 받았다.
이 영화는 이반 데미야뉴크의 생애에 느슨하게 기초하였다.
각본가 조 에스터하스는 이 영화의 각본을 쓰고 10여 년이 지난 뒤 본인 아버지가 파시즘 정당인 화살십자당과 관련이 있으며 분서를 조직하고 반유대주의 프로파간다를 양산했다는 걸 알게 되었고 이후 아버지의 사망 때까지 연을 끊었다고 한다.

## 줄거리
한 헝가리계 이민자가 제2차 세계 대전 부다페스트 공방전 때 죽음의 부대 지휘관으로서 헝가리 유대인들을 상대로 고문, 강간, 살인 등 전쟁 범죄을 저지른 혐의로 미국 시민권이 취소되고 재판을 받게 된다. 반공주의자들을 모함하던 헝가리 인민공화국 비밀경찰의 조작 행위가 의심되는 가운데 시카고에서 피고측 변호사로 일하는 딸이 아버지 변호에 나선다.

## 출연진
- 제시카 랭
- 아르민 뮐러슈탈
- 프레더릭 포러스트
- 도널드 모펏
- 마이클 루커
- 루커스 하스
- 네드 슈밋키
- 퇴뢰치크 머리

## 기타 제작진
- 배역: 팸 딕슨, 메리 골드버그
- 미술: 지닌 클로디아 오퍼월
- 의상: 리타 샐러자

## 참고 문헌
- Joe Esztherhas (2008). 《Crossbearer: a memoir of faith》. St. Martin's Press. ISBN 978-0-312-38596-5. OCLC 213300974.